# Вишгородська ікона Божої Матері
Ви́шгородська іко́на Бо́жої Ма́тері — одна з найдавніших ікон, зафіксована в літописах. Її називають Богородиця Елеу́са «Вишгородська» і датують XII століттям. Нині вона під назвою Володимирська знаходиться у Третьяковській галереї у Москві. 
Оповідь про те, як Андрій Боголюбський привласнив цю ікону Божої Матері, є у Радзивіллівському літописі. У 1155 році він вивіз образ із Вишгорода, який на той час був удільним князівством. Хто написав ікону і як вона опинилася у Вишгороді — у літописі не йдеться. Найімовірніше, це був княжий вклад, можливо, Ярослава Мудрого, адже відомо, що він любив засновувати монастирі й обдаровувати їх іконами. Крім того, у Вишгороді була його резиденція, де він хворів і помер.
На малюнку в Радзивіллівському літописі ікона Богородиці зображена схематично, зі спеціальним держаком. Вона виносна, тобто не була частиною іконостаса (тоді у храмах була невисока передвівтарна перегородка з кількома іконами), її виносили з ризниці лише на особливі свята. За переказами, образ переміщали з Єрусалима в Константинополь, із Константинополя — до Києва, а з Києва — до Вишгорода. Андрій Боголюбський перевіз її до власної резиденції Боголюбове, а потім передав до Успенського собору у Володимирі-на-Клязьмі, тоді столиці Великого князівства Володимирського. 
На початку XX століття під час реставрації ікони на її звороті виявили зображення стола, на якому поставлений хрест. Це так звана Етімасія, сюжет, що розповідає про Страсті Христові. Ймовірно, його додали, щоб підкріпити легенду, згідно з якою апостол Лука на частині столу, де відбувалася Таємна вечеря, написав Богородицю з Дитям.
Починаючи від XV століття, ікона темніла від диму, який підіймався від тисяч свічок, що горіли у храмі. Реставрація тоді була “відновленням”: брали пемзу, зчищали найтемніші місця і записували їх по силуету свіжими, яскравими фарбами. Так від первісного живопису на іконі залишилися тільки лики. Але це ті лики, на які дивилися кияни та вишгородці у XII столітті.
У ХІХ — на початку XX століття у росії уже так звана Володимирська ікона Богородиці стала музейним артефактом і частиною історії та культури російського мистецтва. Важливо зрозуміти, що через ореол переможности ікону сприймають як оберіг Москви, тобто поки вона там, з Москвою — символічна перемога.

## Історія
Справжня її назва Вишгородська, а не Володимирська, бо первинно вона знаходилась у храмі міста Вишгород. Згідно з переданням, у 1131 році Константинопольський патріарх подарував київському князеві Мстиславові Великому, пізніше проголошеному святим, списки уславлених у столиці Візантійської імперії святинь. Першою з них була ікона з міської вежі, що називалася через це Пирогоща (грец. Πυργοτίσσα — «пирготісса» — «вежова»), для зберігання якої було споруджено в Києві однойменну церкву. Другою — ікона, передана пізніше князем Юрієм Довгоруким на зберігання до Дівочого Богородичного монастиря у Вишгороді, яка через це отримала назву Вишгородської Богородиці.
Окремі мистецтвознавці вважають, що, можливо, ікона не була привезена з Візантії, а була написана у Києві, можливо, преподобним Аліпієм-іконописцем.
У 1169 син Юрія Долгорукого володимиро-суздальський князь Андрій Боголюбський зруйнував частину Вишгороду та, викравши ікону Вишгородської Богородиці, вивіз її спочатку до своєї резиденції в селі Боголюбово, а пізніше — до Володимира-на-Клязьмі, де вона стала головною святинею збудованого цим князем Успенського собору. Відповідно, ікону почали називати «Володимирська». Під час монгольської навали на початку XII століття 1237 року монгольське військо на чолі з ханом Батиєм зруйнувало Володимир, Суздаль, Рязань та низку інших північно-східних міст Києво-руської держави. Під час грабування Володимира було підпалено Успенський собор та викрадено шату чудотворної ікони, а сама вона лише чудом врятована одним зі священників. «Степенная книга» повідомляє про відбудову Успенського собору і поновлення ікони князем Ярославом Всеволодовичем.
Через півтора століття, в 1382, військо хана Золотої орди Тохтамиша вчергове пограбувало Володимир та чудотворний образ Богородиці. Знову було викрадено оздоблену золотом шату. За припущеннями окремих дослідників, одним із художників, який виконував реставрацію ікони на початку XV століття, був Андрій Рубльов, автор знаменитої «Трійці».

### Перевезення до Москви
Під час нападу Тамерлана (Тимура) за правління в Московії князя Василя I Дмитровича у 1395 ікону було перенесено до Успенського собору Московського Кремля. Те, що військо загарбника несподівано без видимих причин повернуло від Єльця назад, не дійшовши до Москви, було розцінено як заступництво Богородиці, втіленої у чудотворному образі. Відповідно, ікону було оголошено заступницею Москви. На місці «стрітення» (зустрічі) москвичами Вишгородської ікони засновано Стрітенський монастир, від якого походить назва вулиці — Срєтєнка. Проте на вимогу жителів Володимира-на-Клязьмі образ було повернуто до їхнього міста, а в Москві залишився лише спеціально виготовлений список (копія).
Лише в 1480 році ікону остаточно перенесено до Москви, а її заступництвом було пояснено безкровний характер повалення ординського ярма над Московською державою в ході «стояння» на Угрі.
У 1812 році ікона Вишгородсько-Володимирської Божої матері на кілька місяців повернулася до Володимира і Мурома, а потім знову була повернута до Москви, в Успенський собор, де й перебувала до 1918 року, коли була взята для реставрації.
У 1926 році ікону передали до Державного історичного музею, а в 1930 року — до Третьяковської галереї.
З вересня 1999 перебуває в храмі-музеї Святителя Миколая в Толмачах при Третьяковській галереї.

## Чудеса
Церковне передання вважає, що ще два чудесні визволення Москви від загарбників відбулися у 1451 році (нашестя ногайського царевича Мазовші) та 1521 року від військ кримського хана Мехмед I Ґерая.
В пам'ять про ці чудеса РПЦ (і зокрема УПЦ МП) відзначає три свята на честь Володимирської ікони:
- 21 травня (3 червня) — визволення від Мехмед I Ґерая,
- 23 червня (6 липня) — визволення від Ахмата,
- 26 серпня (8 вересня) — стрітення ікони в Москві та визволення від Тамерлана.

Православна церква України відзначає свято на честь Вишгородської ікони:
- 15 (28) квітня, в день пам'яті святого благовірного великого князя Київського Мстислава Володимировича, у святому Хрещенні Федора[1]
- 14 жовтня[2].

## Іконографія
Ікона написана на липовій дошці. Первісний розмір становив 78х55 см. За даними реставраційних робіт 1918 року, її було кілька разів перемальовано. Недоторканими лишилися тільки обличчя св. Марії та маленького Ісуса, частина мафорія (плаща) Богородиці, та окремі фрагменти виконаного золотом тла, час написання яких, за оцінками науковців-реставраторів, належить до кінця XI — початку XII століть.
Іконографічно Вишгородська ікона належить до типу Елеуса (Замилування). Немовля припало щокою до щоки Матері. Відмінною особливістю Вишгородської ікони від інших ікон типу Розчулення полягає в тому, що ліва ніжка Немовляти Христа зігнута таким чином, що видно підошву ступні, «п'яту». Проте, на думку дослідників, таке зображення ніг Немовляти не є первісним, а виникло в ході одного з подальших поновлень чудотворного образу.

### Шановані списки
Шановані списки з Вишгородської ікони Божої Матері:
- Пскова-Печерська «Розчулення» (1524)
- Заонікіївська (1588)
- Красногорська або Чорногорська (1603)
- Оранська (1634)